# 니키 캣
니키 캣(Nicky Katt, 1970년 5월 11일 ~ 2025년 4월 8일)는 미국의 배우이다.

## 출연 작품

### 영화
- 멍하고 혼돈스러운 (1993)
- 굿바이 마이 프랜드 (1995)
- 타임 투 킬 (1996)
- 보일러 룸 (2000)
- 웨이킹 라이프 (2001) - 애니메이션
- 인썸니아 (2002)

### 텔레비전
- 탐정 몽크 (2006)